# Organisation nationale de recherche agronomique et alimentaire
L’Organisation nationale de recherche agronomique et alimentaire (ONRA)  農業・食品産業技術総合研究機構 (Nōgyō Shokuhin Sangyō Gijutsu Sōgō Kenkyū Kikō), est un centre de recherche japonais dont le siège est situé dans la  Cité scientifique de Tsukuba (préfecture d'Ibaraki) et dont les effectifs sont situés à Tsukuba ainsi que dans plusieurs villes et villages du Japon. L'organisation est destinée à la recherche scientifique dans le domaine de l'agriculture. Elle est depuis 2001 rattachée à une Institution administrative indépendante, à l'origine dénommée « Organisation nationale de recherche agricole », elle-même dépendant du ministère de l'Agriculture, des Forêts et de la Pêche (MAFP).

## Histoire
L'« organisation nationale de recherche agronomique » a été créée en 2001 pour regrouper les centres de recherche et les stations expérimentales du MAFP.  Cet organisme a fusionné avec un institut de recherche en 2003, puis avec deux autres instituts de recherche en 2006, avant d'être renommé « Organisation nationale de recherche agronomique et alimentaire ». Un grand nombre d'instituts de recherche et de centres de recherche constituant l'ONRA ont une histoire qui remonte à plus de 100 ans.